# 恋のミュージアム
「恋のミュージアム」（こいのミュージアム）は、野中藍の5作目のシングル。2007年9月9日にスターチャイルドからリリースされた。（発売元・販売元はキングレコード）（KIZM-11／KIZM-12）

## 概要
- 野中藍の2007年3か月連続リリースの第2弾シングル。
- 連続リリースということで、前後作と同様に9月9日発売としており、そのため発売日が日曜日である。
- 野中曰く、「恋のミュージアムはフンワリ優しいラブソング」と表現している。
- また、『ぱにぽにだっしゅ!』のオープニングテーマ「ルーレット☆ルーレット」の野中藍バージョンがc/w収録されている。
- 付属DVDには表題曲「恋のミュージアム」のミュージッククリップが収録されている。

## 収録内容
1. 恋のミュージアム [5:05]
作詞：朝水彼方、作曲・編曲：平間亮之介
2. ルーレット☆ルーレット（aipon type） [3:45]
作詞：河合英嗣、作曲：平間亮之介、編曲：渡邉美佳・久保幹一郎
3. 恋のミュージアム（off vocal ver.）
4. ルーレット☆ルーレット（off vocal ver.）

### DVD（初回盤のみ）
恋のミュージアム -Music Clip-

## 収録アルバム
- 恋のミュージアム
オリジナルアルバム（3rd）『ナミダノキセキ』収録